# کریستینه هربست
کریستینه هربست (آلمانی: Christine Herbst؛ زادهٔ ۱۹ ژوئیهٔ ۱۹۵۷) شناگر اهل آلمان بود.